# Nationaal park Dzjavacheti
Het Nationaal park Dzjavacheti is een nationaal park in Georgië. Het is gelegen in het zuiden van Georgië aan de grens met Armenië en Turkije in de regio Samtsche-Dzjavacheti. 
Het project om tot instelling van het nationale park te komen is uitgevoerd door de Georgische rijksoverheid in samenwerking met het WWF en is financieel ondersteund door de Duitse regering.
Ook lokale overheden, gemeenschappen en belanghebbenden zijn betrokken bij het beheer van het gebied.  
Het nationale park is gericht op instandhouding van de natuurlijke toestand maar er worden ook projecten uitgevoerd op het gebied van drinkwatervoorziening, energie, veeteelt, verkoop van lokale producten en toerisme.  
In het gebied liggen vijf van de acht grootste meren van het land en omvat verder onder meer graslanden op berghellingen.
In het gebied komen veel vogels voor, zoals de grote zee-eend, casarca, witoogeend, kwartelkoning, verschillende soorten pelikanen, strandlopers en sterns, ooievaars, draaihals en havik. Bijzondere soorten zijn de rode bergvink (Rhodopechys sanguineus) en de steenheggenmus (Prunella ocularis).